# Liste des œuvres pour piano de Wolfgang Amadeus Mozart
Liste des œuvres pour le piano (piano seul à deux mains, piano à quatre mains ou deux pianos) de Wolfgang Amadeus Mozart.

## Compositions pour piano à deux mains

### Sonates
- Sonate pour piano no 1 en do majeur, KV. 279/189d (Munich, automne de 1774)
- Sonate pour piano no 2 en fa majeur, KV. 280/189e (Munich, automne de 1774)
- Sonate pour piano no 3 en si bémol majeur, KV. 281/189f (Munich, automne de 1774)
- Sonate pour piano no 4 en mi bémol majeur, KV. 282/189g (Munich, automne de 1774)
- Sonate pour piano no 5 en sol majeur, KV. 283/189h (Munich, automne de 1774)
- Sonate pour piano no 6 en ré majeur, KV. 284/205b (Munich, février-mars 1775)
- Sonate pour piano no 7 en do majeur, KV. 309/284b (Mannheim, 8 novembre 1777)
- Sonate pour piano no 8 en la mineur, KV. 310/300d (Paris, été de 1778)
- Sonate pour piano no 9 en ré majeur, KV. 311/284c (Mannheim, novembre-décembre de 1777)
- Sonate pour piano no 10 en do majeur, KV. 330/300h (Vienne ou Salzbourg, 1783)
- Sonate pour piano no 11, «Marcha turca» en la majeur, KV. 331/300i (Vienne ou Salzbourg, 1783)
- Sonate pour piano no 12 en fa majeur, KV. 332/300k (Vienne ou Salzbourg, 1783)
- Sonate pour piano no 13 en si bémol majeur, KV. 333/315c (Linz, 1783)
- Sonate pour piano no 14 en do mineur, KV. 457 (Vienne, 14 octobre 1784)
- Sonate pour piano no 15 en fa majeur, KV. 533/KV. 494 (Vienne, 3 janvier 1788)
- Sonate pour piano no 16, «Sonata facile ou semplice» en do majeur, KV. 545 (Vienne, 26 juin 1788)
- Sonate pour piano no 17 en si bémol majeur, KV. 570 (Vienne, février 1789)
- Sonate pour piano no 18 en ré majeur, KV. 576 (Vienne, juillet 1789)

### Variations
- Huit variations en sol majeur pour piano sur «Laat ons juichen, Batavieren!» de Christian Ernst Graf, KV. 24/KV. Anh. 208 (sol majeur) (La Haye, 1766)
- Sept variations sur «Willem van Nassau», KV. 25 (ré majeur) (La Haye, 1766)
- Six variations en fa majeur sur le troisième mouvement de la Sonate pour violon KV. 547, KV. 54/547b (KV. Anh. 138a) (Vienne, 1788)
- Douze variations sur un menuet de Johann Christian Fischer, KV. 179/KV. 189a (do majeur) (Salzbourg, 1774)
- Six variations sur «Mio caro Adone» de l'opéra La fiera di Venezia d'Antonio Salieri, KV. 180/KV. 173c (sol majeur) (Vienne, 1773)
- Neuf variations sur «Lison dormait» de l'opéra Julie de Nicolas Dezède, KV. 264/KV. 315d (do majeur) (Paris, 1778)
- Douze variations en do majeur pour piano sur « Ah ! vous dirai-je, maman », KV. 265/KV. 300e (do majeur) (Vienne, 1781)
- Huit variations sur «Dieu d'amour» de l'opéra Les mariages samnites de André Grétry, KV. 352/KV. 374c (fa majeur) (Vienne, 1781)
- Douze variations sur «La belle Françoise», KV. 353/KV. 300f (mi bémol majeur) (Vienne, 1781)
- Douze variations sur «Je suis Lindor» tiré du Barbier de Séville de Beaumarchais, musique de Antoine-Laurent Baudron, KV. 354/KV. 299a (mi bémol majeur) (Paris, 1778)
- Six variations sur «Salve tu, Domine» de l'opéra I filosofi immaginarii de Giovanni Paisiello, KV. 398/KV. 416e (fa majeur) (Vienne, 1783)
- Dix variations en sol majeur sur « Unser dummer Pöbel meint » de La rencontre imprévue de Christoph Willibald Gluck, KV. 455 (Vienne, 1784)
- Huit variations sur «Come un'agnello» de Fra i due litiganti il terzo gode de Giuseppe Sarti, KV. 460/KV. 454a (la majeur) (douteuses) (Vienne, 1784)
- Douze variations sur un allegretto en si bémol majeur, KV. 500 (Vienne, 1786)
- Neuf variations en ré majeur sur un menuet de Jean-Pierre Duport, KV. 573 (Potsdam, 1789)
- Six variations en la majeur sur le thème final du Quintette avec clarinette KV. 581, KV. Anh. 137 (Vienne, 1789)
- Huit variations sur «Ein Weib ist das herrlichste Ding» du singspiel Der dumme Gartner de Benedikt Schack, KV. 613 (fa majeur) (Vienne, 1791)

### Compositions diverses
- Nannerl Notenbuch

1. Andante en do majeur, KV. 1a (Salzbourg, 1761-62)
2. Allegro en do majeur, KV. 1b (Salzbourg, 1761-62)
3. Allegro en fa majeur, KV. 1c (Salzbourg, 1761-62)
4. Menuet en fa majeur, KV. 1d (Salzbourg, 1761-62)
5. Menuet en sol majeur, KV. 1e (Salzbourg, 1761-62)
6. Menuet en do majeur, KV. 1f (Salzbourg, 1761-62)
7. Menuet en fa majeur, KV. 2 (Salzbourg, 1762)
8. Allegro en si bémol majeur, KV. 3 (Salzbourg, 1762)
9. Menuet en fa majeur, KV. 4 (Salzbourg, 1762)
10. Menuet en fa majeur, KV. 5 (Salzbourg, 1762)
11. Allegro en do majeur, KV. 5a (Salzbourg, 1763)
12. Andante en si bémol majeur, KV. 5b (incomplet) (Salzbourg, 1763)

- Cahier d'esquisses de Londres, KV. 15a-KV. 15ss (Londres, 1765)
- Pièce pour clavier en fa majeur, KV. 33b (Zurich, 30 septembre 1766)
- Allegro en sol majeur pour clavier, KV. 72a (incomplet; douteux) (Vérone, 27 décembre 1769-6 janvier 1770)
- Menuet en ré majeur pour clavier, KV. 94/73h (Salzbourg, 1769)
- Fugue en mi bémol majeur pour clavier, KV. 153/375f (incomplet) (Vienne, 1782)
- Fugue en sol mineur pour clavier, KV. 154/385k (incomplet) (Vienne, 1782)
- Andantino en mi bémol majeur pour clavier, KV. 236/588b (Vienne, 1783)
- Allegro d'une sonate en sol mineur, KV. 312/590d (incomplet; complété par une main inconnue) (Vienne, 1790)
- Menuet en ré majeur pour clavier, KV. 355/576b (Vienne, 1789)
- Prélude (Fantaisie) et fugue no 1 en do majeur, KV. 394/383a (Vienne, 1782)
- Capriccio en do majeur pour piano, KV. 395/300g (Paris, 1778)
- Fantaisie no 2 en do mineur, KV. 396/385f (incomplet; complété par M. Stadler) (Vienne, 1782)
- Fantaisie no 3 en ré mineur, KV. 397/385g (incomplet; complété par A. E. Müller) (Vienne, 1782)
- Suite en do majeur pour clavier, KV. 399/385i (ouverture, allemande, courante et sarabande incomplète) (Vienne, 1782)
- Allegro en si bémol majeur pour clavier, KV. 400/372a (incomplet; complété par M. Stadler) (Vienne, 1781)
- Fugue en sol mineur pour clavier, KV. 401/375e (incomplet) (Vienne, 1782)
- Petite marche funèbre en do mineur, KV. 453a (Vienne, 1784)
- Fantaisie no 4 en do mineur, KV. 475 (Vienne, 20 mai  1785)
- Rondo no 1 en ré majeur, KV. 485 (Vienne, 1786)
- Rondo no 2 en fa majeur, KV. 494 (mouvement final de la sonate KV. 533 plus bas, qui initialement a été publié seul) (Vienne, 1786)
- Sonate pour piano en si bémol majeur, KV. 498a (fausse) (Vienne, 1786)
- Rondo no 3 en la mineur, KV. 511 (Vienne, 1787)
- Adagio pour piano en si mineur, KV. 540 (Vienne, 1788)
- Sonate pour piano en fa majeur, KV. 547a (fausse) (adaptée depuis le KV. 547 et le KV. 545) (Vienne, été 1788)
- Gigue en sol majeur pour piano, KV. 574 (Leipzig, 1789)
- Andante en fa majeur pour un petit orgue mécanique, KV. 616 (Vienne, 1791)

## Compositions pour piano à quatre mains

### Sonates
- Sonate pour piano à quatre mains en do majeur, KV. 19d (douteuse) (Londres, 1765)
- Sonate pour piano à quatre mains en si bémol majeur, KV. 358/KV. 186c (Salzbourg, 1774)
- Sonate pour piano à quatre mains en re majeur, KV. 381/KV. 123a (Salzbourg, 1772)
- Sonate pour piano à quatre mains en fa majeur, KV. 497 (Vienne, 1786)
- Sonate pour piano à quatre mains en do majeur, KV. 521 (Vienne, 1787)
- Sonate pour piano à quatre mains en sol majeur, KV. 357/497a (fragment) (Vienne, 1786)

### Compositions diverses
- Fugue pour piano à quatre mains en sol mineur, KV. 401/KV. 375e (fragment) (Vienne, 1782)
- Andante avec cinq variations en sol majeur, KV. 501, pour piano à quatre mains (Vienne, 1786)
- Adagio et allegro en fa mineur pour orgue mécanique (Musique funèbre pour le maréchal Laudon) en fa mineur, KV. 594 (version pour piano à quatre mains) (Vienne, 1790)
- Fantaisie en fa mineur pour orgue mécanique, KV. 608 (version pour piano à quatre mains) (Vienne, 1791)

## Compositions pour deux pianos
- Sonate pour deux pianos en ré majeur, KV. 448/KV. 375a (Vienne, 1781)
- Phrase de sonate pour deux pianos en si majeur, KV. 375b/KV. Anh. 42 (fragment) (Vienne, 1782)
- Phrase de sonate pour deux pianos en si majeur, KV. 375c/KV. Anh. 43 (fragment) (Vienne, 1782)
- Fugue pour deux pianos en sol majeur, KV. 375d/KV. Anh. 45 (fragment) (Vienne, 1782)
- Fugue pour deux pianos en do mineur, KV. 426 (Vienne, 1783)